# Weißer See (Blankenberg)
Der Weiße See liegt im  Nordwesten der Sternberger Seenlandschaft auf dem Gemeindegebiet Blankenberg im Landkreis Ludwigslust-Parchim, Mecklenburg-Vorpommern. Er befindet sich etwa 25 Kilometer südöstlich von Wismar. Nördlich des Sees liegt die Stadt Warin. Das Gewässer hat eine maximale Länge von 700 Metern und eine ungefähre Breite von 300 Metern. Das Seeufer ist bis auf die Ortslage Weiße Krug bewaldet. Hier befindet sich auch ein Forstamt. Der See besitzt keinen oberirdischen Ab- oder Zufluss.